# Anton Mokroß
Anton Mokroß (* 15. Mai 1886; † nach 1957) war ein deutscher Architekt.

## Leben
Mokroß legte nach einem Architekturstudium und anschließendem Referendariat 1915 das 2. Staatsexamen ab und war zunächst als Regierungsbaumeister (Assessor in der öffentlichen Bauverwaltung) tätig, so 1916 bei der Bezirksregierung Oppeln, um 1919 in Kattowitz und Rybnik.
Später arbeitete Mokroß als Diözesanbaurat des Fürstbistums Breslau.
Nach der Vertreibung aus Breslau kam er nach Würzburg und war dort ab 1946 als Stadtbaurat bzw. Oberbaudirektor in der kommunalen Bauverwaltung tätig. Er leitete den Wiederaufbau der im Zweiten Weltkrieg zu 90 % zerstörten Innenstadt. 1956 trat er im Alter von 70 Jahren in den Ruhestand.

## Ehrungen
- 1958: Verdienstkreuz am Bande der Bundesrepublik Deutschland

## Werk

### Bauten und Entwürfe
- 1932: katholische Filialkirche in Kroschnitz, Landkreis Groß Strehlitz[4]
- 1932–1933: katholische Filialkirche in Dombrowka, Landkreis Oppeln[5]
- 1932–1934: katholische Kirche St. Maria Friedenskönigin in Cottbus (Mokroß’ bekanntester Sakralbau auf dem Gebiet der heutigen Bundesrepublik)
- 1934–1936: katholische Filialkirche in Januschkowitz, Landkreis Cosel[6]

### Schriften
- Würzburger Theaterbauten einst, jetzt und in der Zukunft. In: 150 Jahre Würzburger Theater. (= Blätter des Städtischen Theaters Würzburg, Nr. 3.) Würzburg o. J. (1954), S. 25–30.